# Ірина Рубець
Ірина Рубець (9 квітня, Великі Мости, Україна) — львівська поетеса, юристка, авторка збірки "Прозріння словом" (2019 р.). Народилась та певний час проживала у містечку Великі Мости. Згодом переїхала у Львів, де закінчила юридичний факультет ЛНУ ім. І. Франка, а потім і аспірантуру. Мама Ірини записувала її вірші ще з 4-річного віку. Назбиралось на цілу дитячу збірку, яка теж має шанс побачити світ за словами авторки. Завдяки фейсбуку та інстаграму, де Ірина почала постити та декламувати свої поезії, її творчість здобула велику прихильність в Україні та за кордоном. Про себе авторка в соціальних мережах пише: «Римую думки у вірші».

## "ПРО"ЗРІННЯ СЛОВОМ"
Назва книги "ПРО"ЗРІННЯ СЛОВОМ" передає творчий шлях та відчуття авторки. Вона ділиться на чотири розділи, які так трактує поетеса :
1.    «Про вічне. Я б назвала таку поезію життєствердною. Кожен сам творець своєї долі – це філософія, яку я сповідую в житті і викладаю у віршах.
2.    Про світле – це вірші набагато легші. Вони можуть народитися від емоцій, які знайомі кожній жінці, коли вона одягає свою улюблену сукню. Або від того, що тобі посміхнулась незнайома людина на вулиці.
3.    Про зболене. В цьому розділі зібрані мої переживання, які вилились у вірші під час непростих періодів мого життя. Вони теж мають право на існування.
4.    Про святе. Сюди увійшли патріотичні вірші про батьків, державу, Україну, а також про війну. Тобто, теми, які я для себе відношу до святих».

## "Обійми мене"
17 грудня 2020 року відбулась презентація альбому «Обійми мене», в якому гармонійно поєднуються авторське читання Ірини Рубець та музика композитора Михайла Олійника. Аудіо збірка містить 20 чуттєвих композицій, що спонукають любити та цінувати життя . В часи соціальної ізоляції, спричиненої пандемією, людям надзвичайно забракло тепла та обіймів. Автори ж своєю творчістю прагнуть подарувати настрій єднання любові та підтримки в цей непростий для всіх час. Вірш «Обійми мене...» особливо полюбився читачам. Ірина написала його під час першої хвилі карантину, коли всі перебували вдома і дуже сумували за обіймами близьких людей.